# Christiaan Bonkoffsky
Christiaan Bonkoffsky, né à Termonde le 4 avril 1954 et mort à Alost le 14 mai 2015, est un gendarme belge soupçonné d'être l'une des trois personnalités ayant participé aux tueries du Brabant entre 1982 et 1985.

## Biographie
Après ses études de commerce, il s'est inscrit à l'école de gendarmerie. En tant que gendarme, il est devenu membre du Groupe Diane, une unité d'élite, où il a été formé pour combattre le banditisme et le terrorisme.
À la fin des années 1970, Chris Bonkoffsky est actif dans le milieu du carnaval de Termonde. Il est vice-président de l'association De Tijlvrienden.
Dans les années 1980, il est sanctionné à la suite d'un incident de tir à Zaventem et muté à la brigade d'Alost.
Fin 1992, il se marie mais son épouse le quitte trois mois plus tard. Il divorce officiellement en 1998. Sa femme a déclaré qu'il était déjà dépendant à l'alcool à ce moment-là. En 2001, à l'occasion de la réforme de la police, il est muté à la police communale d'Alost où il travaille jusqu'à sa retraite en 2011.
Bonkoffsky meurt le 14 mai 2015 à Alost sans enfants.

## Tueries du Brabant
La Justice belge le suspecte d'avoir été le Géant des Tueries du Brabant lors de la seconde vague d'attentats en 1985,. Son nom était déjà cité dans le dossier judiciaire. Il se serait confessé à son frère quelques instants avant sa mort .
Un ami de jeunesse qui le connaissait pendant la période des attentats, l'a décrit comme étant « extrêmiste et (...) militariste. » Selon lui, Bonkoffsky aurait dit : « Il faudrait faire un coup d'état et le pouvoir devrait retourner chez nous ». Un des motifs possibles des crimes des tueries du Brabant serait une tentative de coup d'état,.